# Сельванс
Сельванс — етруське божество родючості та зростання, покровитель земної енергії. Зберігач кордонів (спочатку — зберігач полів та маєтків, згодом — кордонів взагалі, зокрема й державних). Зображався спочатку як межовий камінь, пізніше — як оголений чи напівоголений чоловік, у руках кривий ніж для обрізки дерев.
У сприйнятті етрусків пов'язані з пасовищем, лісом, садом. Як хтонічне божество пов'язаний зі світом смерті. Подібно до храмів Туран і Маріса, присвячені Сельвансу храми розташовувалися завжди за міською стіною.
Імовірно запозичений римлянами у формі бога лісів Сільвана. Втім, деякі дослідники стверджують, що ці міфологеми не залежать один від одного.

## Походження
Перші ознаки культу Сельванса (бронзові статуетки) виявляються у V столітті до н. е. Функція захисника державних кордонів простежується вже в IV столітті до н. е.: Сельванс супроводжується епітетом Граничний - этр. tular - 'кордон').